# Adriano Moraes
Adriano da Silva Moraes (Brasilia, Distrito Federal; 21 de abril de 1989) es un artista marcial mixto brasileño que actualmente compite en la categoría de peso mosca de ONE Championship, donde fue Campeón Mundial de Peso Mosca de ONE en tres ocasiones. Moraes es ampliamente reconocido por haber sido el primero en noquear al once veces campeón de UFC Demetrious Johnson. Actualmente está en la posición #1 de los ranking de peso mosca de ONE. Desde abril de 2023, está en la posición #4 del ranking libra por libra de ONE Championship según SCMP. Desde febrero de 2023, Combat Press posiciona a Moraes como el peso gallo #9 del mundo.

## Primeros años
Moraes nació en Brasilia, Brasil, donde fue abandonado por su madre días después de nacer. Fue llevado a un orfanato donde vivió 3 años antes de ser adoptado. Moraes fue un niño muy activo que practicaba judo y capoeira. Con el objetivo de aprender a defenderse, Moraes se dedicó al jiu-jitsu brasileño.
Como miembro del Constrictor Team, Moraes brilló como especialista en sumisiones. Moraes desarrolló sus habilidades en torneos de jiu-jitsu brasileño antes de transcionar a las MMA. Hizo su debut en MMA en 2011. Moraes ganó el Campeonato Pro de No-Gi de North American Grappling Association en 2014 antes de obtener su cinturón negro.

## Carrera de artes marciales mixtas
El 4 de septiembre de 2011, Moraes hizo su debut profesional en MMA en Precol Combat 5 contra Ismael Bonfim. Moraes ganó la pelea por sumisión (guillotine choke) en el primer asalto. Moraes conseguiría 6 victorias más antes de unirse a la promoción Shooto en 2013.

### ONE Championship
El 15 de noviembre de 2013, Moraes hizo su debut en ONE Championship en ONE FC: Warrior Spirit. Moraes perdió ante Yusup Saadulaev por decisión dividida.

#### Primer reinado del Campeonato Mundial de Peso Mosca de ONE
Después de dos victorias seguidas, Moraes enfentó a Geje Eustaquio por el vacante Campeonato Mundial de Peso Mosca de ONE. Moraes capturaría su primer campeonato mundial con una sumisión en el segundo asalto (guillotine choke), el 12 de septiembre de 2014, en ONE FC: Age of Champions.
Moraes defendería exitosamente su cinturón ante Riku Shibuya el 13 de marzo de 2015, antes de perder el título en una cerrada decisión dividida ante Kairat Akhmetov, el 21 de noviembre de 2015 en ONE: Dynasty of Champions.

#### Segundo reinado del Campeonato Mundial de Peso Mosca de ONE
El 13 de agosto de 2016, Moraes recapturó el título una vez más al convertirse en el Campeón Interino de ONE al derrotar a Tilek Batyrov por sumisión (rear-naked choke) en ONE: Heroes of the World.
El 5 de agosto de 2017, Moraes y Akhmetov se enfrentarían de nuevo en una unificación del título de peso mosca. Moraes ganaría y unificaría el Campeonato de Peso Mosca de ONE por decisión unánime y se convertiría en el Campeón Indiscutido.
El 10 de noviembre de 2017, Moraes defendería exitosamente el título contra Danny Kingad en ONE: Legends of the World por sumisión (rear-naked choke) en el primer asalto.
Moraes estaba reservado para defender su título contra Reece McLaren en ONE Championship: Visions of Victory el 9 de marzo de 2018. Sin embargo, sufrió una lesión en la rodilla que lo forzó a retirarse de la pelea.
Moraes realizó su segunda defensa titular contra Geje Eustaquio en ONE Championship: Pinnacle of Power el 23 de junio de 2018. Moraes perdió la pelea y el título por decisión dividida.

#### Tercer reinado del Campeonato Mundial de Peso Mosca de ONE
Moraes y Eustaquio se enfrentaron nuevamente en una trilogía en ONE Championship: Hero's Ascent, el 25 de enero de 2019. Moraes recapturó el título por decisión unánime.
Como la primera pelea de su contrato, Moraes estaba agendado para defender su título contra el Campeón del Gran Prix de Peso Mosca de ONE y ex-Campeón de UFC Demetrious Johnson en ONE Championship: Reign of Dynasties el 11 de abril de 2020. La pelea fue pospuesta por la pandemia del COVID-19.
Tras ser pospuesto, Moraes defendió su título contra Johnson en ONE on TNT 1 el 7 de abril  de 2021. El evento fue llevado a cabo en el Singapore Indoor Stadium en Kallang, Singapore y fue transmitido en TNT en prime time en los Estados Unidos. Moraes ganó la pelea por KO en el segundo asalto, en una masiva sorpresa.
Moraes hizo la segunda defensa de su título contra Yuya Wakamatsu en ONE Championship: X el 26 de marzo de 2022. Moraes ganó la pelea por sumisión (guillotine choke) en el tercer asalto.
Moraes hizo la tercera defensa de su título contra Demetrious Johnson en ONE on Prime Video 1: Moraes vs. Johnson 2 el 26 de agosto de 2022. Moraes perdió la pelea por nocaut en la cuarto ronda.
Moraes enfrentó a Demetrious Johnson en una trilogía por el Campeonato Mundial de Peso Mosca de ONE el 5 de mayo de 2023, en ONE Fight Night 10, evento que marcó el debut de ONE Championship en Estados Unidos. Perdió la pelea por una cerrada decisión unánime.

## Linaje de instrucción
Kano Jigoro → Tomita Tsunejiro → Mitsuyo Maeda → Carlos Gracie Sr. → Hélio Gracie → Armando Wridt → Ataíde Junior → Adriano Moraes

## Campeonatos y logros
- ONE Championship
  - Campeonato Mundial de Peso Mosca de ONE (Tres veces; inaugural)
    - Cuatro defensas titulares exitosas (total)
    - Una defensa titular exitosa (primer reinado)
    - Una defensa titular exitosa (segundo reinado)
    - Dos defensas titulares exitosas (tercer reinado)

  - Campeonato Mundial Interino de Peso Mosca de ONE (Una vez)
  - Nocaut del Año 2021 de MMA vs. Demetrious Johnson
- Shooto
  - Campeonato de Peso Mosca de Shooto Brasil

- World MMA Awards
  - Sorpresa del Año 2021 vs. Demetrious Johnson en ONE on TNT 1[31]

## Récord en artes marciales mixtas
| Récord profesional | Récord profesional | Récord profesional |
| 25 peleas          | 20 victorias       | 5 derrotas         |
| ------------------ | ------------------ | ------------------ |
| Nocaut             | 4                  | 1                  |
| Sumisión           | 10                 | 0                  |
| Decisión           | 6                  | 4                  |

| Resultado | Récord | Oponente                      | Método                        | Evento                      | Fecha                    | Ronda | Tiempo | Localización | Notas                                              |
| --------- | ------ | ----------------------------- | ----------------------------- | --------------------------- | ------------------------ | ----- | ------ | ------------ | -------------------------------------------------- |
| Derrota   | 20–5   | Demetrious Johnson            | Decisión (unánime)            | ONE Fight Night 10          | 5 de mayo de 2023        | 5     | 5:00   | Broomfield   | Por el Campeonato de Peso Mosca de ONE.            |
| Derrota   | 20–4   | Demetrious Johnson            | KO (rodilla voladora)         | ONE on Prime Video 1        | 27 de agosto de 2022     | 4     | 3:50   | Singapur     | Perdió el Campeonato de Peso Mosca de ONE.         |
| Victoria  | 20–3   | Yuya Wakamtsu                 | Sumisión (guillotine choke)   | ONE Championship: X         | 26 de marzo de 2022      | 3     | 3:58   | Singapur     | Defendió el Campeonato de Peso Mosca de ONE.       |
| Victoria  | 19–3   | Demetrious Johnson            | KO (rodillazo y golpes)       | ONE on TNT 1                | 7 de abril de 2021       | 2     | 2:24   | Singapur     | Defendió el Campeonato de Peso Mosca de ONE.       |
| Victoria  | 18–3   | Geje Eustaquio                | Decisión (unánime)            | ONE: Hero's Ascent          | 25 de enero de 2019      | 5     | 5:00   | Manila       | Ganó el Campeonato de Peso Mosca de ONE.           |
| Derrota   | 17–3   | Geje Eustaquio                | Decisión (dividida)           | ONE: Pinnacle of Power      | 23 de junio de 2018      | 5     | 5:00   | Macau        | Perdió el Campeonato de Peso Mosca de ONE.         |
| Victoria  | 17–2   | Danny Kingad                  | Sumisión (rear-naked choke)   | ONE: Legends of the World   | 10 de noviembre de 2017  | 1     | 4:45   | Manila       | Defendió el Campeonato de Peso Mosca de ONE.       |
| Victoria  | 16–2   | Kairat Akhmetov               | Decisión (unánime)            | ONE: Kings and Conquerors   | 5 de julio de 2017       | 5     | 5:00   | Macau        | Ganó y unificó el Campeonato de Peso Mosca de ONE. |
| Victoria  | 15–2   | Tilek Batyrov                 | Sumisión (rear-naked choke)   | ONE: Heroes of the World    | 13 de agosto de 2016     | 2     | 4:49   | Macau        | Ganó el Campeonato Interino de Peso Mosca de ONE.  |
| Victoria  | 14–2   | Eugene Toquero                | Sumisión (brabo choke)        | ONE: Union of Warriors      | 18 de marzo de 2016      | 1     | 4:53   | Rangún       |                                                    |
| Derrota   | 13–2   | Kairat Akhmetov               | Decisión (unánime)            | ONE: Dynasty of Champions 4 | 21 de noviembre de 2015  | 5     | 5:00   | Beijing      | Perdió el Campeonato de Peso Mosca de ONE.         |
| Victoria  | 13–1   | Riku Shibuya                  | Decisión (unánime)            | ONE: Age of Champions       | 13 de marzo de 2015      | 5     | 5:00   | Kuala Lumpur | Defendió el Campeonato de Peso Mosca de ONE.       |
| Victoria  | 12–1   | Geje Eustaquio                | Sumisión (guillotine choke)   | ONE FC: Rise of the Kingdom | 12 de septiembre de 2014 | 2     | 3:45   | Phnom Penh   | Ganó el Campeonato Inaugural de Peso Mosca de ONE. |
| Victoria  | 11–1   | Kosuke Suzuki                 | Sumisión (arm-triangle choke) | ONE FC: Era of Champions    | 14 de junio de 2014      | 3     | 1:35   | Yakarta      |                                                    |
| Victoria  | 10–1   | Yasuhiro Urushitani           | Sumisión (rear-naked choke)   | ONE FC: War of Nations      | 14 de marzo de 2014      | 2     | 3:48   | Kuala Lumpur |                                                    |
| Derrota   | 9–1    | Yusup Saadulaev               | Decisión (dividida)           | ONE FC: Warrior Spirit      | 15 de noviembre de 2013  | 3     | 5:00   | Kuala Lumpur | Pelea en Peso Gallo.                               |
| Victoria  | 9-0    | Dileno Lopes                  | Sumisión (guillotine choke)   | Shooto Brazil 40            | 23 de junio de 2013      | 3     | 0:00   | Manaus       | Ganó el Campeonato de Peso Mosca de Shooto Brazil. |
| Victoria  | 8–0    | Jose Marcos Lima Santiago Jr. | Decisión (unánime)            | Shooto Brazil 39            | 17 de mayo de 2013       | 3     | 5:00   | Brasilia     |                                                    |
| Victoria  | 7–0    | Carlos Sousa Almeida          | Sumisión (rear-naked choke)   | Octagon Rounds Fight 2      | 13 de abril de 2013      | 3     | 5:00   | Palmas       |                                                    |
| Victoria  | 6–0    | Aldo Ariel Villalba           | Sumisión (arm-triangle choke) | Pro Mix Fight 7             | 9 de marzo de 2013       | 1     | 1:30   | Campo Grande |                                                    |
| Victoria  | 5–0    | Michael William Costa         | Decisión (unánime)            | Shooto Brazil 34            | 21 de septiembre de 2012 | 3     | 5:00   | Brasilia     |                                                    |
| Victoria  | 4–0    | Leonardo Moura                | Decisión (unánime)            | Encontro Fight MMA 2        | 27 de julio de 2012      | 3     | 5:00   | São Paulo    |                                                    |
| Victoria  | 3–0    | Jhon Leno                     | KO (rodillazo)                | Rockstrike MMA              | 26 de mayo de 2012       | 1     | 0:00   | Brasilia     |                                                    |
| Victoria  | 2–0    | James Carvalho                | TKO (codazos)                 | Precol Combat 7             | 5 de mayo de 2012        | 1     | 1:55   | Unaí         |                                                    |
| Victoria  | 1–0    | Ismael Bonfim                 | Sumisión (guillotine choke)   | Precol Combat 5             | 4 de septiembre de 2011  | 1     | 2:55   | Unaí         | Debut en Peso Mosca.                               |